# Johnny and the Hurricanes
Johnny and the Hurricanes, instrumentalt rock'n'rollband med Johnny Paris på tenorsax, Paul Tesluk på hammondorgel, Tony Kaye på trummor, Dave Yorko på gitarr och Lionel "Butch" Mattice på basgitarr. Bandets största hits var "Crossfire" 1959 och miljonsäljaren "Red River Rock" samma år. "Red River Rock" var en rock'n'roll version av "Red River Valley". Andra låtar är: "Reveille Rock", "Beatnik Fly", "Timebomb", "High Voltage", "Rockin' Goose" och deras andra storsäljare "You Are My Sunshine".

## Diskografi (urval)
Album
- Red River Rock (1959)
- Stormsville (1960)
- The Big Sound of Johnny and the Hurricanes (1960)

Singlar (topp 100 på Billboard Hot 100)
- "Crossfire" (1959, #23 på Billboard Hot 100)
- "Red River Rock" (1959, #5)
- "Reveille Rock" (1959, #25)
- "Beatnik Fly" (1960, #15)
- "Down Yonder" (1960, #48)
- "Revival" (1960, #97)
- "Rocking Goose" (1960, #60)
- "You Are My Sunshine" (1960, #91)
- "Ja-Da" (1961, #86)